# Lista de cruzadores pesados
Várias marinhas construíram uma série de cruzadores pesados entre as décadas de 1910 e 1940. Estes navios foram definidos pelo Tratado Naval de Washington de 1922 e pelo Tratado Naval de Londres de 1930 como cruzadores armados com canhões principais maiores que 155 milímetros e de até 203 milímetros. Os primeiros navios do tipo foram aqueles da Classe Hawkins da Marinha Real Britânica, que pela década seguinte também construiu a Classe County e a Classe York. A Marinha Imperial Japonesa começou com a Classe Furutaka, que foi sucedida pela Classe Aoba, Classe Myōkō e Classe Takao. Os tratados internacionais proibiram o Japão de construir mais cruzadores pesados, assim construíram a Classe Mogami como cruzadores rápidos, porém estes foram depois convertidos em cruzadores pesados e sucedidos pela Classe Tone e Classe Ibuki, mas esta última nunca foi finalizada.
A Marinha Nacional Francesa começou construindo a Classe Duquesne, com a Marinha Real Italiana respondendo com a Classe Trento. Os franceses então construíram a Classe Suffren e o Algérie, já os italianos construíram em seguida a Classe Zara e o Bolzano. Os franceses ainda planejaram a Classe Saint-Louis, que nunca foi construída. A Marinha dos Estados Unidos foi a mais prolífica na construção de cruzadores pesados, operando a Classe Pensacola, Classe Northampton, Classe Portland, Classe New Orleans, o USS Wichita, a Classe Baltimore, Classe Oregon City e Classe Des Moines, porém algumas unidades destas duas últimas não foram finalizadas. As alemãs Reichsmarine e depois Kriegsmarine também construíram alguns navios, sendo estes da Classe Deutschland e Classe Admiral Hipper, também planejando mas nunca construindo a Classe D e Classe P.
Outros países também operaram cruzadores pesados, mas em número muito menor do que as grandes potências. A Marinha Real Australiana inicialmente operou dois membros da Classe County britânica, com uma terceira unidade sendo depois transferida da Marinha Real Britânica quando um de seus navios originais foi afundado. A Armada Argentina encomendou na Itália dois membros da Classe Veinticinco de Mayo, que tinha seu projeto inspirado na Classe Trento. A Armada Espanhola construiu dois navios da Classe Canarias usando um projeto britânico como base. Por último, a Frota Naval Militar Soviética construiu seis embarcações da Classe Kirov, também recebendo da Kriesgmarine um membro incompleto da Classe Admiral Hipper que nunca foi finalizado.
Apenas dois cruzadores pesados foram perdidos antes da Segunda Guerra Mundial: o britânico HMS Raleigh em 1922 e o espanhol Baleares em 1938. A enorme maioria participou da Segunda Guerra desempenhando diferentes funções, atuando no Oceano Atlântico, Oceano Pacífico, Oceano Índico e Mar Mediterrâneo. A maioria dos cruzadores de Alemanha, Itália e Japão foram afundados durante o conflito, enquanto várias das unidades da França foram deliberadamente afundadas por suas tripulações em 1942 para não serem tomadas pelos alemães. Austrália, Estados Unidos e Reino Unido também perderam um pequeno número de suas embarcações. Após o fim da guerra, a grande maioria dos navios sobreviventes foi descomissionada e desmontada pelas décadas seguintes, porém alguns dos cruzadores estadunidenses continuaram servindo, participando de ações na Guerra da Coreia e Guerra do Vietnã nas décadas de 1950 e 1960. O USS Salem dos Estados Unidos é o único cruzador pesado do mundo preservado.
| Armas principais | Número e tamanho dos canhões da bateria principal         |
| Deslocamento     | Deslocamento do navio totalmente carregado                |
| Propulsão        | Número e tipo do sistema de propulsão e velocidade máxima |
| Batimento        | Data em que o batimento de quilha ocorreu                 |
| Lançamento       | Data em que o navio foi lançado ao mar                    |
| Comissionamento  | Data em que o navio foi comissionado em serviço           |
| Destino          | Fim que o navio teve                                      |

## Alemanha
| Navio             | Armas principais | Deslocamento | Propulsão                             | Serviço           | Serviço           | Serviço          | Serviço                 |
| Navio             | Armas principais | Deslocamento | Propulsão                             | Batimento         | Lançamento        | Comissionamento  | Destino                 |
| ----------------- | ---------------- | ------------ | ------------------------------------- | ----------------- | ----------------- | ---------------- | ----------------------- |
| Deutschland       | 6 × 283 mm       | 14 520 t     | 8 motores a diesel; 28 nós (52 km/h)  | fevereiro de 1929 | maio de 1931      | abril de 1933    | Afundado em 1947        |
| Admiral Scheer    | 6 × 283 mm       | 15 420 t     | 8 motores a diesel; 28 nós (52 km/h)  | junho de 1931     | abril de 1933     | novembro de 1934 | Afundado em 1945        |
| Admiral Graf Spee | 6 × 283 mm       | 16 020 t     | 8 motores a diesel; 28 nós (52 km/h)  | outubro de 1932   | junho de 1934     | janeiro de 1936  | Afundado em 1939        |
| D                 | 6 × 283 mm       | 20 320 t     | Turbinas; 29 nós (54 km/h)            | fevereiro de 1934 | —                 | —                | Cancelados em 1934      |
| E                 | 6 × 283 mm       | 20 320 t     | Turbinas; 29 nós (54 km/h)            | —                 | —                 | —                | Cancelados em 1934      |
| Admiral Hipper    | 8 × 203 mm       | 18 500 t     | 3 turbinas a vapor; 28 nós (52 km/h)  | julho de 1935     | fevereiro de 1937 | abril de 1939    | Desmontado em 1948–1952 |
| Blücher           | 8 × 203 mm       | 18 500 t     | 3 turbinas a vapor; 28 nós (52 km/h)  | agosto de 1936    | junho de 1937     | setembro de 1939 | Afundado em 1940        |
| Prinz Eugen       | 8 × 203 mm       | 19 050 t     | 3 turbinas a vapor; 28 nós (52 km/h)  | abril de 1936     | agosto de 1938    | agosto de 1940   | Afundou em 1946         |
| Seydlitz          | 8 × 203 mm       | 20 120 t     | 3 turbinas a vapor; 28 nós (52 km/h)  | dezembro de 1936  | janeiro de 1939   | —                | Desmontado em 1958      |
| Lützow            | 8 × 203 mm       | 20 120 t     | 3 turbinas a vapor; 28 nós (52 km/h)  | agosto de 1937    | julho de 1939     | —                | Desmontado em 1958–1960 |
| P1 a P12          | 6 × 283 mm       | 26 100 t     | 12 motores a diesel; 33 nós (61 km/h) | —                 | —                 | —                | Cancelados em 1939      |

## Argentina
| Navio                   | Armas principais | Deslocamento | Propulsão                            | Serviço          | Serviço          | Serviço         | Serviço             |
| Navio                   | Armas principais | Deslocamento | Propulsão                            | Batimento        | Lançamento       | Comissionamento | Destino             |
| ----------------------- | ---------------- | ------------ | ------------------------------------ | ---------------- | ---------------- | --------------- | ------------------- |
| ARA Almirante Brown     | 6 × 191 mm       | 9 150 t      | 2 turbinas a vapor; 32 nós (59 km/h) | outubro de 1927  | setembro de 1929 | julho de 1931   | Desmontados em 1962 |
| ARA Veinticinco de Mayo | 6 × 191 mm       | 9 150 t      | 2 turbinas a vapor; 32 nós (59 km/h) | novembro de 1927 | agosto de 1929   | julho de 1931   | Desmontados em 1962 |

## Austrália
| Navio           | Armas principais | Deslocamento | Propulsão                           | Serviço           | Serviço       | Serviço         | Serviço            |
| Navio           | Armas principais | Deslocamento | Propulsão                           | Batimento         | Lançamento    | Comissionamento | Destino            |
| --------------- | ---------------- | ------------ | ----------------------------------- | ----------------- | ------------- | --------------- | ------------------ |
| HMAS Australia  | 8 × 203 mm       | 13 715 t     | 4 turbinas a vapor 31 nós (57 km/h) | agosto de 1925    | março de 1927 | abril de 1928   | Desmontado em 1955 |
| HMAS Canberra   | 8 × 203 mm       | 13 715 t     | 4 turbinas a vapor 31 nós (57 km/h) | setembro de 1925  | maio de 1927  | julho de 1928   | Afundado em 1942   |
| HMAS Shropshire | 8 × 203 mm       | 13 530 t     | 4 turbinas a vapor 31 nós (57 km/h) | fevereiro de 1927 | julho de 1928 | abril de 1943   | Desmontado em 1954 |

## Espanha
| Navio    | Armas principais | Deslocamento | Propulsão                            | Serviço        | Serviço       | Serviço          | Serviço                 |
| Navio    | Armas principais | Deslocamento | Propulsão                            | Batimento      | Lançamento    | Comissionamento  | Destino                 |
| -------- | ---------------- | ------------ | ------------------------------------ | -------------- | ------------- | ---------------- | ----------------------- |
| Canarias | 8 × 203 mm       | 13 280 t     | 4 turbinas a vapor; 33 nós (61 km/h) | agosto de 1928 | maio de 1931  | setembro de 1936 | Desmontado em 1978–1979 |
| Baleares | 8 × 203 mm       | 13 280 t     | 4 turbinas a vapor; 33 nós (61 km/h) | agosto de 1928 | abril de 1932 | dezembro de 1936 | Afundado em 1938        |

## Estados Unidos
| Navio              | Armas principais | Deslocamento | Propulsão                            | Serviço           | Serviço           | Serviço           | Serviço                                            |
| Navio              | Armas principais | Deslocamento | Propulsão                            | Batimento         | Lançamento        | Comissionamento   | Destino                                            |
| ------------------ | ---------------- | ------------ | ------------------------------------ | ----------------- | ----------------- | ----------------- | -------------------------------------------------- |
| USS Pensacola      | 10 × 203 mm      | 11 700 t     | 4 turbinas a vapor; 32 nós (59 km/h) | outubro de 1926   | abril de 1929     | fevereiro de 1930 | Afundados em 1948                                  |
| USS Salt Lake City | 10 × 203 mm      | 11 700 t     | 4 turbinas a vapor; 32 nós (59 km/h) | junho de 1927     | janeiro de 1929   | dezembro de 1929  | Afundados em 1948                                  |
| USS Northampton    | 9 × 203 mm       | 11 600 t     | 4 turbinas a vapor; 32 nós (59 km/h) | abril de 1928     | setembro de 1929  | maio de 1930      | Afundado em 1942                                   |
| USS Chester        | 9 × 203 mm       | 11 600 t     | 4 turbinas a vapor; 32 nós (59 km/h) | março de 1928     | julho de 1929     | junho de 1930     | Desmontados em 1959                                |
| USS Louisville     | 9 × 203 mm       | 11 600 t     | 4 turbinas a vapor; 32 nós (59 km/h) | julho de 1928     | setembro de 1930  | janeiro de 1931   | Desmontados em 1959                                |
| USS Chicago        | 9 × 203 mm       | 11 600 t     | 4 turbinas a vapor; 32 nós (59 km/h) | setembro de 1928  | abril de 1930     | março de 1931     | Afundado em 1943                                   |
| USS Houston        | 9 × 203 mm       | 11 600 t     | 4 turbinas a vapor; 32 nós (59 km/h) | maio de 1928      | setembro de 1929  | junho de 1930     | Afundado em 1942                                   |
| USS Augusta        | 9 × 203 mm       | 11 600 t     | 4 turbinas a vapor; 32 nós (59 km/h) | julho de 1928     | fevereiro de 1930 | janeiro de 1931   | Desmontado em 1959                                 |
| USS Portland       | 9 × 203 mm       | 12 755 t     | 4 turbinas a vapor; 32 nós (59 km/h) | fevereiro de 1930 | maio de 193       | fevereiro de 1933 | Desmontado em 1959                                 |
| USS Indianapolis   | 9 × 203 mm       | 12 755 t     | 4 turbinas a vapor; 32 nós (59 km/h) | março de 1930     | novembro de 1931  | novembro de 1932  | Afundado em 1945                                   |
| USS New Orleans    | 9 × 203 mm       | 12 980 t     | 4 turbinas a vapor; 32 nós (59 km/h) | março de 1931     | abril de 1933     | fevereiro de 1934 | Desmontado em 1959                                 |
| USS Astoria        | 9 × 203 mm       | 12 980 t     | 4 turbinas a vapor; 32 nós (59 km/h) | setembro de 1930  | dezembro de 1933  | abril de 1934     | Afundado em 1942                                   |
| USS Minneapolis    | 9 × 203 mm       | 12 980 t     | 4 turbinas a vapor; 32 nós (59 km/h) | junho de 1931     | setembro de 1933  | maio de 1934      | Desmontados em 1959                                |
| USS Tuscaloosa     | 9 × 203 mm       | 12 980 t     | 4 turbinas a vapor; 32 nós (59 km/h) | setembro de 1931  | setembro de 1933  | agosto de 1934    | Desmontados em 1959                                |
| USS San Francisco  | 9 × 203 mm       | 12 980 t     | 4 turbinas a vapor; 32 nós (59 km/h) | setembro de 1931  | março de 1933     | fevereiro de 1934 | Desmontados em 1959                                |
| USS Quincy         | 9 × 203 mm       | 12 980 t     | 4 turbinas a vapor; 32 nós (59 km/h) | novembro de 1933  | junho de 1935     | junho de 1936     | Afundados em 1942                                  |
| USS Vincennes      | 9 × 203 mm       | 12 980 t     | 4 turbinas a vapor; 32 nós (59 km/h) | janeiro de 1934   | maio de 1936      | fevereiro de 1937 | Afundados em 1942                                  |
| USS Wichita        | 9 × 203 mm       | 13 220 t     | 4 turbinas a vapor; 33 nós (61 km/h) | outubro de 1935   | novembro de 1937  | fevereiro de 1939 | Desmontado em 1959                                 |
| USS Baltimore      | 9 × 203 mm       | 17 300 t     | 4 turbinas a vapor; 33 nós (61 km/h) | maio de 1941      | julho de 1942     | abril de 1943     | Desmontado em 1972                                 |
| USS Boston         | 9 × 203 mm       | 17 300 t     | 4 turbinas a vapor; 33 nós (61 km/h) | junho de 1941     | agosto de 1942    | junho de 1943     | Desmontado em 1975                                 |
| USS Canberra       | 9 × 203 mm       | 17 300 t     | 4 turbinas a vapor; 33 nós (61 km/h) | setembro de 1941  | abril de 1943     | outubro de 1943   | Desmontado em 1980                                 |
| USS Quincy         | 9 × 203 mm       | 17 300 t     | 4 turbinas a vapor; 33 nós (61 km/h) | outubro de 1941   | junho de 1943     | dezembro de 1943  | Desmontados em 1974                                |
| USS Pittsburgh     | 9 × 203 mm       | 17 300 t     | 4 turbinas a vapor; 33 nós (61 km/h) | fevereiro de 1943 | fevereiro de 1944 | outubro de 1944   | Desmontados em 1974                                |
| USS Saint Paul     | 9 × 203 mm       | 17 300 t     | 4 turbinas a vapor; 33 nós (61 km/h) | fevereiro de 1943 | setembro de 1944  | fevereiro de 1944 | Desmontado em 1980                                 |
| USS Columbus       | 9 × 203 mm       | 17 300 t     | 4 turbinas a vapor; 33 nós (61 km/h) | junho de 1943     | novembro de 1944  | junho de 1945     | Desmontado em 1977                                 |
| USS Helena         | 9 × 203 mm       | 17 300 t     | 4 turbinas a vapor; 33 nós (61 km/h) | setembro de 1943  | abril de 1945     | setembro de 1945  | Desmontado em 1975                                 |
| USS Bremerton      | 9 × 203 mm       | 17 300 t     | 4 turbinas a vapor; 33 nós (61 km/h) | fevereiro de 1943 | julho de 1944     | abril de 1945     | Desmontado em 1974                                 |
| USS Fall River     | 9 × 203 mm       | 17 300 t     | 4 turbinas a vapor; 33 nós (61 km/h) | abril de 1943     | agosto de 1944    | julho de 1945     | Desmontado em 1972                                 |
| USS Macon          | 9 × 203 mm       | 17 300 t     | 4 turbinas a vapor; 33 nós (61 km/h) | junho de 1943     | outubro de 1944   | agosto de 1945    | Desmontado em 1973                                 |
| USS Toledo         | 9 × 203 mm       | 17 300 t     | 4 turbinas a vapor; 33 nós (61 km/h) | setembro de 1943  | maio de 1945      | outubro de 1946   | Desmontado em 1974                                 |
| USS Los Angeles    | 9 × 203 mm       | 17 300 t     | 4 turbinas a vapor; 33 nós (61 km/h) | julho de 1943     | agosto de 1944    | julho de 1945     | Desmontado em 1975                                 |
| USS Chicago        | 9 × 203 mm       | 17 300 t     | 4 turbinas a vapor; 33 nós (61 km/h) | julho de 1943     | agosto de 1944    | janeiro de 1945   | Desmontado em 1991                                 |
| USS Oregon City    | 9 × 203 mm       | 17 300 t     | 4 turbinas a vapor; 32 nós (59 km/h) | abril de 1944     | junho de 1945     | fevereiro de 1946 | Desmontado em 1973                                 |
| USS Albany         | 9 × 203 mm       | 17 300 t     | 4 turbinas a vapor; 32 nós (59 km/h) | março de 1944     | junho de 1945     | junho de 1946     | Desmontado em 1990                                 |
| USS Rochester      | 9 × 203 mm       | 17 300 t     | 4 turbinas a vapor; 32 nós (59 km/h) | maio de 1944      | agosto de 1945    | dezembro de 1946  | Desmontado em 1974                                 |
| USS Northampton    | 9 × 203 mm       | 17 300 t     | 4 turbinas a vapor; 32 nós (59 km/h) | agosto de 1944    | janeiro de 1951   | março de 1953     | Convertido em navio de comando; desmontado em 1977 |
| USS Cambridge      | 9 × 203 mm       | 17 300 t     | 4 turbinas a vapor; 32 nós (59 km/h) | dezembro de 1944  | —                 | —                 | Cancelados em 1945                                 |
| USS Bridgeport     | 9 × 203 mm       | 17 300 t     | 4 turbinas a vapor; 32 nós (59 km/h) | janeiro de 1945   | —                 | —                 | Cancelados em 1945                                 |
| USS Kansas City    | 9 × 203 mm       | 17 300 t     | 4 turbinas a vapor; 32 nós (59 km/h) | —                 | —                 | —                 | Cancelados em 1945                                 |
| USS Tulsa          | 9 × 203 mm       | 17 300 t     | 4 turbinas a vapor; 32 nós (59 km/h) | —                 | —                 | —                 | Cancelados em 1945                                 |
| USS Norfolk        | 9 × 203 mm       | 17 300 t     | 4 turbinas a vapor; 32 nós (59 km/h) | dezembro de 1944  | —                 | —                 | Cancelados em 1945                                 |
| USS Scranton       | 9 × 203 mm       | 17 300 t     | 4 turbinas a vapor; 32 nós (59 km/h) | dezembro de 1944  | —                 | —                 | Cancelados em 1945                                 |
| USS Des Moines     | 9 × 203 mm       | 21 270 t     | 4 turbinas a vapor; 33 nós (61 km/h) | maio de 1945      | setembro de 1946  | novembro de 1948  | Desmontado em 2007                                 |
| USS Salem          | 9 × 203 mm       | 21 270 t     | 4 turbinas a vapor; 33 nós (61 km/h) | julho de 1945     | março de 1947     | maio de 1949      | Preservado como navio-museu                        |
| USS Dallas         | 9 × 203 mm       | 21 270 t     | 4 turbinas a vapor; 33 nós (61 km/h) | outubro de 1945   | —                 | —                 | Cancelados em 1946                                 |
| CA-141             | 9 × 203 mm       | 21 270 t     | 4 turbinas a vapor; 33 nós (61 km/h) | —                 | —                 | —                 | Cancelados em 1946                                 |
| CA-142             | 9 × 203 mm       | 21 270 t     | 4 turbinas a vapor; 33 nós (61 km/h) | —                 | —                 | —                 | Cancelados em 1945                                 |
| CA-143             | 9 × 203 mm       | 21 270 t     | 4 turbinas a vapor; 33 nós (61 km/h) | —                 | —                 | —                 | Cancelados em 1945                                 |
| USS Newport News   | 9 × 203 mm       | 21 270 t     | 4 turbinas a vapor; 33 nós (61 km/h) | outubro de 1945   | março de 1948     | janeiro de 1949   | Desmontado em 1993                                 |
| CA-149             | 9 × 203 mm       | 21 270 t     | 4 turbinas a vapor; 33 nós (61 km/h) | —                 | —                 | —                 | Cancelados em 1945                                 |
| CA-150             | 9 × 203 mm       | 21 270 t     | 4 turbinas a vapor; 33 nós (61 km/h) | —                 | —                 | —                 | Cancelados em 1945                                 |
| CA-151             | 9 × 203 mm       | 21 270 t     | 4 turbinas a vapor; 33 nós (61 km/h) | —                 | —                 | —                 | Cancelados em 1945                                 |
| CA-152             | 9 × 203 mm       | 21 270 t     | 4 turbinas a vapor; 33 nós (61 km/h) | —                 | —                 | —                 | Cancelados em 1945                                 |
| CA-153             | 9 × 203 mm       | 21 270 t     | 4 turbinas a vapor; 33 nós (61 km/h) | —                 | —                 | —                 | Cancelados em 1945                                 |

## França
| Navio          | Armas principais | Deslocamento | Propulsão                            | Serviço          | Serviço          | Serviço          | Serviço            |
| Navio          | Armas principais | Deslocamento | Propulsão                            | Batimento        | Lançamento       | Comissionamento  | Destino            |
| -------------- | ---------------- | ------------ | ------------------------------------ | ---------------- | ---------------- | ---------------- | ------------------ |
| Duquesne       | 8 × 203 mm       | 12 435 t     | 4 turbinas a vapor; 34 nós (63 km/h) | outubro de 1924  | dezembro de 1925 | janeiro de 1929  | Desmontado em 1956 |
| Tourville      | 8 × 203 mm       | 12 435 t     | 4 turbinas a vapor; 34 nós (63 km/h) | abril de 1925    | agosto de 1926   | março de 1929    | Desmontado em 1963 |
| Suffren        | 8 × 203 mm       | 13 135 t     | 3 turbinas a vapor; 32 nós (59 km/h) | abril de 1926    | maio de 1927     | março de 1930    | Desmontado em 1976 |
| Colbert        | 8 × 203 mm       | 13 315 t     | 3 turbinas a vapor; 32 nós (59 km/h) | junho de 1927    | abril de 1928    | abril de 1931    | Desmontado em 1947 |
| Foch           | 8 × 203 mm       | 13 655 t     | 3 turbinas a vapor; 32 nós (59 km/h) | junho de 1928    | abril de 1929    | dezembro de 1931 | Desmontado em 1943 |
| Dupleix        | 8 × 203 mm       | 13 620 t     | 3 turbinas a vapor; 32 nós (59 km/h) | novembro de 1929 | outubro de 1930  | novembro de 1933 | Desmontado em 1951 |
| Algérie        | 8 × 203 mm       | 13 680 t     | 4 turbinas a vapor; 31 nós (57 km/h) | março de 1931    | maio de 1932     | outubro de 1934  | Desmontado em 1956 |
| Saint-Louis    | 9 × 203 mm       | 16 000 t     | 4 turbinas a vapor; 32 nós (59 km/h) | —                | —                | —                | Cancelados em 1940 |
| Henri IV       | 9 × 203 mm       | 16 000 t     | 4 turbinas a vapor; 32 nós (59 km/h) | —                | —                | —                | Cancelados em 1940 |
| Charlemagne    | 9 × 203 mm       | 16 000 t     | 4 turbinas a vapor; 32 nós (59 km/h) | —                | —                | —                | Cancelados em 1940 |
| Brennus        | 9 × 203 mm       | 16 000 t     | 4 turbinas a vapor; 32 nós (59 km/h) | —                | —                | —                | Cancelados em 1940 |
| Charles Martel | 9 × 203 mm       | 16 000 t     | 4 turbinas a vapor; 32 nós (59 km/h) | —                | —                | —                | Cancelados em 1940 |
| Vercingetorix  | 9 × 203 mm       | 16 000 t     | 4 turbinas a vapor; 32 nós (59 km/h) | —                | —                | —                | Cancelados em 1940 |

## Itália
| Navio   | Armas principais | Deslocamento | Propulsão                            | Serviço           | Serviço          | Serviço          | Serviço            |
| Navio   | Armas principais | Deslocamento | Propulsão                            | Batimento         | Lançamento       | Comissionamento  | Destino            |
| ------- | ---------------- | ------------ | ------------------------------------ | ----------------- | ---------------- | ---------------- | ------------------ |
| Trento  | 8 × 203 mm       | 13 550 t     | 4 turbinas a vapor; 36 nós (67 km/h) | fevereiro de 1925 | outubro de 1927  | abril de 1929    | Afundado em 1942   |
| Trieste | 8 × 203 mm       | 13 550 t     | 4 turbinas a vapor; 36 nós (67 km/h) | junho de 1925     | outubro de 1926  | dezembro de 1928 | Desmontado em 1959 |
| Zara    | 8 × 203 mm       | 14 300 t     | 2 turbinas a vapor; 32 nós (59 km/h) | julho de 1929     | abril de 1930    | outubro de 1931  | Afundados em 1941  |
| Fiume   | 8 × 203 mm       | 14 300 t     | 2 turbinas a vapor; 32 nós (59 km/h) | abril de 1929     | abril de 1930    | novembro de 1931 | Afundados em 1941  |
| Gorizia | 8 × 203 mm       | 14 300 t     | 2 turbinas a vapor; 32 nós (59 km/h) | março de 1930     | dezembro de 1930 | dezembro de 1931 | Desmontado em 1947 |
| Pola    | 8 × 203 mm       | 14 300 t     | 2 turbinas a vapor; 32 nós (59 km/h) | março de 1931     | dezembro de 1931 | dezembro de 1932 | Afundado em 1941   |
| Bolzano | 8 × 203 mm       | 13 885 t     | 2 turbinas a vapor; 36 nós (67 km/h) | junho de 1930     | agosto de 1932   | agosto de 1933   | Desmontado em 1949 |

## Japão
| Navio    | Armas principais | Deslocamento | Propulsão                            | Serviço           | Serviço           | Serviço          | Serviço                                        |
| Navio    | Armas principais | Deslocamento | Propulsão                            | Batimento         | Lançamento        | Comissionamento  | Destino                                        |
| -------- | ---------------- | ------------ | ------------------------------------ | ----------------- | ----------------- | ---------------- | ---------------------------------------------- |
| Furutaka | 6 × 203 mm       | 9 540 t      | 4 turbinas a vapor; 34 nós (63 km/h) | dezembro de 1922  | fevereiro de 1925 | março de 1926    | Afundados em 1942                              |
| Kako     | 6 × 203 mm       | 9 540 t      | 4 turbinas a vapor; 34 nós (63 km/h) | novembro de 1922  | abril de 1925     | julho de 1926    | Afundados em 1942                              |
| Aoba     | 6 × 203 mm       | 8 900 t      | 4 turbinas a vapor; 34 nós (63 km/h) | fevereiro de 1924 | setembro de 1926  | setembro de 1927 | Desmontado em 1946                             |
| Kinugasa | 6 × 203 mm       | 8 900 t      | 4 turbinas a vapor; 34 nós (63 km/h) | outubro de 1924   | outubro de 1926   | setembro de 1927 | Afundado em 1942                               |
| Myōkō    | 10 × 203 mm      | 14 980 t     | 4 turbinas a vapor; 35 nós (65 km/h) | outubro de 1924   | abril de 1927     | julho de 1929    | Afundado em 1946                               |
| Nachi    | 10 × 203 mm      | 14 980 t     | 4 turbinas a vapor; 35 nós (65 km/h) | novembro de 1924  | junho de 1927     | novembro de 1928 | Afundado em 1944                               |
| Haguro   | 10 × 203 mm      | 14 980 t     | 4 turbinas a vapor; 35 nós (65 km/h) | março de 1925     | março de 1928     | abril de 1929    | Afundados em 1945                              |
| Ashigara | 10 × 203 mm      | 14 980 t     | 4 turbinas a vapor; 35 nós (65 km/h) | abril de 1925     | abril de 1928     | agosto de 1929   | Afundados em 1945                              |
| Takao    | 10 × 203 mm      | 15 490 t     | 4 turbinas a vapor; 35 nós (65 km/h) | abril de 1927     | maio de 1930      | maio de 1932     | Afundado em 1946                               |
| Atago    | 10 × 203 mm      | 15 490 t     | 4 turbinas a vapor; 35 nós (65 km/h) | abril de 1927     | junho de 1930     | março de 1932    | Afundados em 1944                              |
| Maya     | 10 × 203 mm      | 15 490 t     | 4 turbinas a vapor; 35 nós (65 km/h) | dezembro de 1928  | novembro de 1930  | junho de 1932    | Afundados em 1944                              |
| Chōkai   | 10 × 203 mm      | 15 490 t     | 4 turbinas a vapor; 35 nós (65 km/h) | março de 1928     | abril de 1931     | junho de 1932    | Afundados em 1944                              |
| Mogami   | 10 × 203 mm      | 13 670 t     | 4 turbinas a vapor; 35 nós (65 km/h) | outubro de 1931   | março de 1934     | julho de 1935    | Afundado em 1944                               |
| Mikuma   | 10 × 203 mm      | 13 670 t     | 4 turbinas a vapor; 35 nós (65 km/h) | dezembro de 1931  | maio de 1934      | agosto de 1935   | Afundado em 1942                               |
| Suzuya   | 10 × 203 mm      | 13 670 t     | 4 turbinas a vapor; 35 nós (65 km/h) | dezembro de 1933  | novembro de 1934  | outubro de 1937  | Afundados em 1944                              |
| Kumano   | 10 × 203 mm      | 13 670 t     | 4 turbinas a vapor; 35 nós (65 km/h) | abril de 1934     | outubro de 1936   | outubro de 1937  | Afundados em 1944                              |
| Tone     | 8 × 203 mm       | 15 440 t     | 4 turbinas a vapor; 35 nós (65 km/h) | dezembro de 1934  | novembro de 1937  | novembro de 1938 | Desmontado em 1948                             |
| Chikuma  | 8 × 203 mm       | 15 440 t     | 4 turbinas a vapor; 35 nós (65 km/h) | outubro de 1935   | março de 1938     | maio de 1939     | Afundado em 1944                               |
| Ibuki    | 10 × 203 mm      | 14 830 t     | 4 turbinas a vapor; 35 nós (65 km/h) | abril de 1942     | maio de 1943      | —                | Convertido em porta-aviões; desmontado em 1946 |
| Nº 301   | 10 × 203 mm      | 14 830 t     | 4 turbinas a vapor; 35 nós (65 km/h) | junho de 1942     | —                 | —                | Desmontado em 1942                             |

## Reino Unido
| Navio              | Armas principais | Deslocamento | Propulsão                            | Serviço           | Serviço           | Serviço           | Serviço            |
| Navio              | Armas principais | Deslocamento | Propulsão                            | Batimento         | Lançamento        | Comissionamento   | Destino            |
| ------------------ | ---------------- | ------------ | ------------------------------------ | ----------------- | ----------------- | ----------------- | ------------------ |
| HMS Hawkins        | 7 × 191 mm       | 13 000 t     | 4 turbinas a vapor; 30 nós (56 km/h) | junho de 1916     | outubro de 1917   | julho de 1919     | Desmontado em 1947 |
| HMS Vindictive     | 7 × 191 mm       | 13 000 t     | 4 turbinas a vapor; 30 nós (56 km/h) | maio de 1916      | janeiro de 1918   | outubro de 1918   | Desmontado em 1946 |
| HMS Raleigh        | 7 × 191 mm       | 13 000 t     | 4 turbinas a vapor; 30 nós (56 km/h) | outubro de 1916   | agosto de 1919    | julho de 1921     | Destruído em 1928  |
| HMS Frobisher      | 7 × 191 mm       | 13 000 t     | 4 turbinas a vapor; 30 nós (56 km/h) | agosto de 1916    | março de 1920     | outubro de 1924   | Desmontado em 1949 |
| HMS Effingham      | 7 × 191 mm       | 13 000 t     | 4 turbinas a vapor; 30 nós (56 km/h) | abril de 1917     | junho de 1921     | julho de 1925     | Afundado em 1940   |
| HMS Suffolk        | 8 × 203 mm       | 15 140 t     | 4 turbinas a vapor; 31 nós (58 km/h) | setembro de 1924  | fevereiro de 1926 | maio de 1928      | Desmontado em 1948 |
| HMS Cornwall       | 8 × 203 mm       | 15 140 t     | 4 turbinas a vapor; 31 nós (58 km/h) | outubro de 1924   | março de 1926     | maio de 1928      | Afundado em 1942   |
| HMS Kent           | 8 × 203 mm       | 15 140 t     | 4 turbinas a vapor; 31 nós (58 km/h) | novembro de 1924  | março de 1926     | junho de 1928     | Desmontado em 1948 |
| HMS Cumberland     | 8 × 203 mm       | 15 140 t     | 4 turbinas a vapor; 31 nós (58 km/h) | outubro de 1924   | março de 1926     | janeiro de 1928   | Desmontado em 1959 |
| HMS Berwick        | 8 × 203 mm       | 15 140 t     | 4 turbinas a vapor; 31 nós (58 km/h) | setembro de 1924  | março de 1926     | fevereiro de 1928 | Desmontado em 1948 |
| HMS London         | 8 × 203 mm       | 13 530 t     | 4 turbinas a vapor; 31 nós (58 km/h) | fevereiro de 1926 | setembro de 1927  | janeiro de 1929   | Desmontado em 1950 |
| HMS Devonshire     | 8 × 203 mm       | 13 530 t     | 4 turbinas a vapor; 31 nós (58 km/h) | março de 1926     | outubro de 1927   | março de 1929     | Desmontado em 1954 |
| HMS Sussex         | 8 × 203 mm       | 13 530 t     | 4 turbinas a vapor; 31 nós (58 km/h) | fevereiro de 1927 | fevereiro de 1928 | março de 1929     | Desmontado em 1950 |
| HMS Shropshire     | 8 × 203 mm       | 13 530 t     | 4 turbinas a vapor; 31 nós (58 km/h) | fevereiro de 1927 | julho de 1928     | setembro de 1929  | Desmontado em 1954 |
| HMS Norfolk        | 8 × 203 mm       | 14 830 t     | 4 turbinas a vapor; 32 nós (59 km/h) | julho de 1927     | dezembro de 1928  | maio de 1930      | Desmontado em 1950 |
| HMS Dorsetshire    | 8 × 203 mm       | 14 830 t     | 4 turbinas a vapor; 32 nós (59 km/h) | setembro de 1927  | janeiro de 1929   | setembro de 1930  | Afundado em 1942   |
| HMS Surrey         | 8 × 203 mm       | 12 870 t     | 4 turbinas a vapor; 30 nós (57 km/h) | —                 | —                 | —                 | Cancelados em 1930 |
| HMS Northumberland | 8 × 203 mm       | 12 870 t     | 4 turbinas a vapor; 30 nós (57 km/h) | —                 | —                 | —                 | Cancelados em 1930 |
| HMS York           | 6 × 203 mm       | 10 515 t     | 4 turbinas a vapor; 32 nós (59 km/h) | maio de 1927      | fevereiro de 1928 | junho de 1930     | Afundado em 1941   |
| HMS Exeter         | 6 × 203 mm       | 10 660 t     | 4 turbinas a vapor; 32 nós (59 km/h) | agosto de 1928    | julho de 1929     | julho de 1931     | Afundado em 1942   |

## União Soviética
| Navio         | Armas principais | Deslocamento | Propulsão                            | Serviço          | Serviço          | Serviço          | Serviço                 |
| Navio         | Armas principais | Deslocamento | Propulsão                            | Batimento        | Lançamento       | Comissionamento  | Destino                 |
| ------------- | ---------------- | ------------ | ------------------------------------ | ---------------- | ---------------- | ---------------- | ----------------------- |
| Kirov         | 9 × 180 mm       | 9 290 t      | 2 turbinas a vapor; 36 nós (67 km/h) | outubro de 1935  | novembro de 1936 | setembro de 1938 | Desmontado em 1974      |
| Voroshilov    | 9 × 180 mm       | 9 290 t      | 2 turbinas a vapor; 36 nós (67 km/h) | outubro de 1935  | junho de 1937    | junho de 1940    | Desmontado em 1973      |
| Maxim Gorky   | 9 × 180 mm       | 9 575 t      | 2 turbinas a vapor; 36 nós (67 km/h) | dezembro de 1936 | abril de 1938    | dezembro de 1940 | Desmontado em 1959      |
| Molotov       | 9 × 180 mm       | 9 575 t      | 2 turbinas a vapor; 36 nós (67 km/h) | janeiro de 1937  | dezembro de 1939 | junho de 1941    | Desmontado em 1972      |
| Kaganovich    | 9 × 180 mm       | 10 235 t     | 2 turbinas a vapor; 36 nós (67 km/h) | agosto de 1938   | maio de 1944     | dezembro de 1944 | Desmontado em 1960      |
| Kalinin       | 9 × 180 mm       | 10 235 t     | 2 turbinas a vapor; 36 nós (67 km/h) | agosto de 1938   | maio de 1942     | dezembro de 1942 | Desmontado em 1963      |
| Petropavlovsk | 8 × 203 mm       | 20 120 t     | 3 turbinas a vapor; 28 nós (52 km/h) | agosto de 1937   | julho de 1939    | —                | Desmontado em 1958–1960 |